# Litha
Litha, jedan od neopoganskih i wiccanskih sabata, koji čini Kolo godine, a kojim se slavi ljetni suncostaj i praznik početka ljeta, poznat kao Ivanjski krijesovi kod slavenskih naroda, te kao sredina ljeta (Midsummer) kod germanskih te nekih romanskih i keltskih naroda, odnosno najdulji dan u godini kada je sunčeva energija i svjetlost izuzetno snažna. Predstavlja prekretnicu u godini kada Hrastov kralj predaje vladavinu Svetom kralju, čime počinju kraći dani. Slavi se u razdoblju između 20. lipnja i 25. lipnja. Prema podacima iz 8. stoljeća, u srednjem vijeku je zvorno označavao mjesec lipanj.

## Poganska vjerovanja i prakse
Proslava Lithe uključuje paljenje lomača, ples, svježe voće, medene kolače i općenito gozbu. Slavi se pobjeda svjetla nad tamom i noći, ali i spoznaja da je sve u prirodi ciklus te da će nakon novog smanjenja dana i produljivanja noći ponovno početi ciklus proljeća i ljeta. Običaj kod proslave Lithe je da ljudi i stoka skaču preko lomače što donosi sreću i izoblje, a sličan običaj je poznat i tijekom Ivanja kod slavenskih naroda.
Litha se smatra dobrim razdobljem za vjenčanja i ljubavnu magiju, a za novopogane i Wiccane smatra se dobom unutarnje snage i svjetline.

## Vanjske poveznice
- Porijeklo i prakse Lithe - bpl.org (engl.)
- Povijest Lithe, slavljenje ljetnog suncostaja - learnreligions.com (engl.)
- Kolo godine - worldhistory.org (engl.)